# Cauciuc

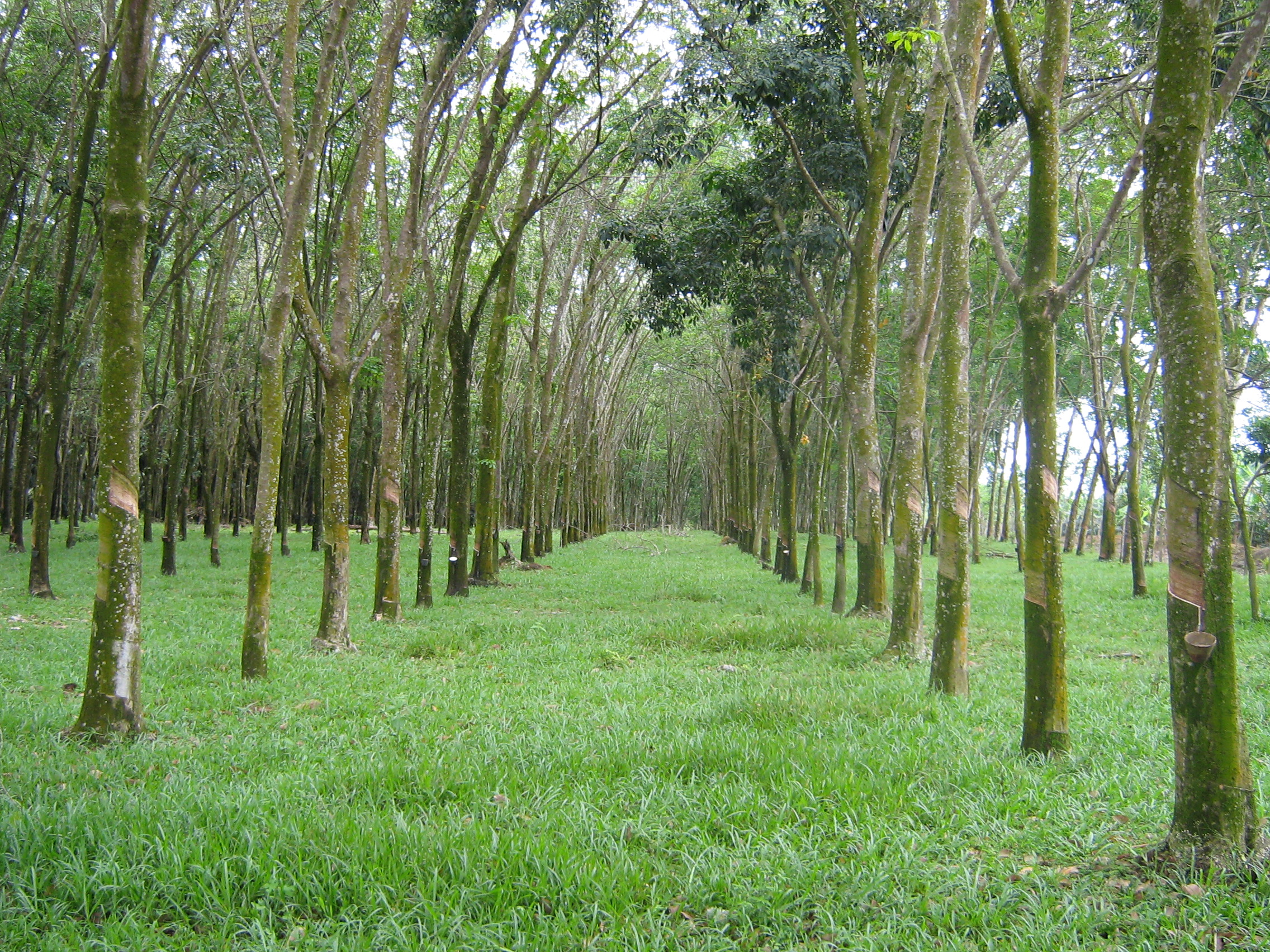
Arbori de cauciuc în Malaysia.

Cauciucul este un termen general care definește polimeri elastici din gumă, poate fi de origine naturală, sau cauciucul sintetic obținut din izopren, acesta din urmă este o formă mai pură omogenă și cheltuielile de obținere sunt mai reduse decât cele ale cauciucului natural. Utilizarea principală a cauciucului sintetic este pentru fabricarea anvelopelor, sau ca înlocuitor al cauciucului natural care se obține din latexul de rășină produs de arborele de cauciuc (Hevea brasiliensis).

## Istoric
În perioada 1735 - 1744, exploratorul Charles Marie de La Condamine întreprinde o expediție științifică în Peru pentru măsurarea meridianului terestru.
În zona Amazonului, în 1744, descoperă arborele de cauciuc și remarcă proprietățile sevei secretate de acesta.
Charles Goodyear descoperă întâmplător vulcanizarea, pe care o brevetează în 1844.
În 1860, Charles G. William obține separarea izoprenului.
Alte inovații industriale sunt aduse de francezul Gustave Bouchardat în 1880 și de englezul William Tilden în 1884.
În timpul celui de-al Doilea Război Mondial, este stimulată producția de cauciuc sintetic pentru înlocuirea cauciucului natural.

## Cauciucul sintetic
În anul 1860, Greville Williams reușește să obțină și să stabilească formula chimică a izoprenului (C5H8) prin distilarea cauciucului natural. Această descoperire face posibilă etapa următoare de sintetizare a cauciucului artificial din izopren și acid clorhidric, în anul 1879 de către „Gustave Bouchardat”. Prin anul 1900 J. Kondakow reușește sintetizarea din dimetilbutadienă, patentul de obținere a cauciucului artificial a fost acordat în anul 1909 lui „Fritz Hofmann”. Această descoperire permite firmei Bayer din Leverkusen să producă între anii  1915 -1918 o cantitate de 2 500 de tone cauciuc artificial. Prima producție de cauciuc sintetic  reentabilă din punct de vedere economic a fost cauciucul  (SBR) produs în 1929 prin metoda de polimerizare a emulsiei a lui Walter Bock din 1,3-Butadienă și styrol. In anul 1930  Erich Konrad și Eduard Tschunkur reușeșc să producă în Germania cauciucul NBR, iar în SUA firma  DuPont produce cauciucul CR, care azi este numit neopren. În 1942, în SUA se reușește producerea cauciucului-silicon, iar în 1948 cauciucul-fluor, ca în anii următori să fie perfecționată tot mai mult producția de cauciuc sintetic.

## Utilizare
Intre  65 % și 70 % din producția totală de cauciuc este folosită ca materie primă pentru producerea anvelopelor de mașini. Cauciucul natural este folosit atare ca polimer sau sub formă de amestec cu cauciucul sintetic. Dezavantajul cauciucului natural este ca se poate descompune dacă ajunge în contact cu lumina solară (razele UV) sau cu lipidele. O altă aplicare importantă este de folosire ca liant în industria hârtiei, industria producătoare de covoare sau în medicină, la mănușile din latex. Mai poate fi folosit ca profile elastice de etanșare; la cele care sunt supuse la acțiunea intemperiilor se folosește EPDM.

## Producători de cauciuc natural
| Rang | Stat             | Producție (in mii. t) | Rang | Stat      | Producție (in mii. t) |  |
| 1    | Tailanda         | 99                    | 10   | Brazilia  | 96                    |  |
| 2    | Indonezia        | 1792                  | 11   | Sri Lanka | 92                    |  |
| 3    | Malaysia         | 1000                  | 12   | Filipine  | 88                    |  |
| 4    | India            | 694                   | 13   | Guatemala | 50                    |  |
| 5    | China            | 550                   | 14   | Cambodgia | 46                    |  |
| 6    | Vietnam          | 391                   | 15   | Camerun   | 46                    |  |
| 7    | Coasta de fildeș | 123                   | 16   | Myanmar   | 36                    |  |
| 8    | Nigeria          | 112                   | 17   | Mexic     | 23                    |  |
| 9    | Liberia          | 108                   |      |           |                       |  |